# Roderick Gordon
Roderick Gordon (ur. w listopadzie 1960) – brytyjski autor książek dla młodzieży. Wraz z Brianem Williamsem stworzył cykl Tunele.
Dorastał w Highgate w północnym Londynie. Cechowała go nieśmiałość przed którą starał się ukryć pisząc opowiadania i rysując. W czasach szkolnych, w wieku dwunastu lat, opublikował swoje pierwsze opowiadanie. Uczęszczał do szkoły publicznej w Kattering, a następnie do University College London w Londynie, gdzie studiował biologię. Jego specjalizacją była genetyka. Tam poznał Briana Williamsa i od roku 1980 utrzymywali kontakt przez dwadzieścia trzy lata, kiedy to postanowili wspólnie stworzyć cykl książek dla młodzieży.
Roderick ukończył University College w Londynie w 1983 roku, bez pomysłu na dalszą karierę. Przez kilka lat pisał muzykę i grał w wielu zespołach, a także pracował przy filmach (m.in. krótko przy Handmade Films George’a Harrisona). Następnie pracował w finansach, specjalizując się w prywatnych transakcjach kapitałowych. W 2001 roku, po dziewięciu latach pracy Roderick został zwolniony. Od tej pory częściej spotykał się z Brianem Williamsem, a w 2003 roku postanowili rozpocząć współpracę. Ich pierwszym projektem był scenariusz filmu o nazwie „Second Face”. Projekt był bardzo udany, więc postanowili oni kontynuować współpracę i rozpocząć pisać książki dla młodszych czytelników.
Roderick interesował się archeologią i paleontologią. Wśród jego przodków był William Buckland, uznawany za jednego z ojców geologii. W 1824 roku profesor Buckland dał pierwszy naukowy wykład na temat kości szczęki dinozaura zwanego Megalozaur. Roderick był zafascynowany tym „co leży pod ziemią”, a kiedy kupił XVI-wieczny dworek w Northamptonshire i powiedziano mu, że podobno istnieje tam tajne przejście zaczął myśleć o postaci, która ostatecznie stała się Willem Burrowsem. Pod koniec 2003 i latem 2004 roku, Roderick i Brian pracowali razem, zaś w 2005 opublikowali pierwszą książkę z serii Tunele, która wtedy nosiła tytuł The Mole Highfield. Została ona szybko wyprzedana, przyciągając uwagę Barry’ego Cunninghama, wydawcy J.K. Rowling. Barry Cunningham podpisał umowę z Roderickiem i Brianem na dwie pierwsze książki serii. W lipcu 2007 roku, po powtórnej edycji nazwę zmieniono na Tunele.
Książka osiągnęła ogromny sukces i została opublikowana w czterdziestu krajach, osiągając sprzedaż ponad miliona egzemplarzy na całym świecie. Obie części znalazły się na liście bestsellerów New York Timesa. Tunele były także finalistą w telewizji Channel 4 na najlepszą książkę dla młodzieży. Wkrótce po publikacji prawa filmowe zostały zakupione przez Media Production Company. Vincenzo Natali został reżyserem, a zdjęcia do filmu rozpoczęły się w 2010 roku. Roderick Gordon mieszka w Norfolk wraz z żoną i dwoma synami.